# 122-mm-Kanone M1931 (A-19)

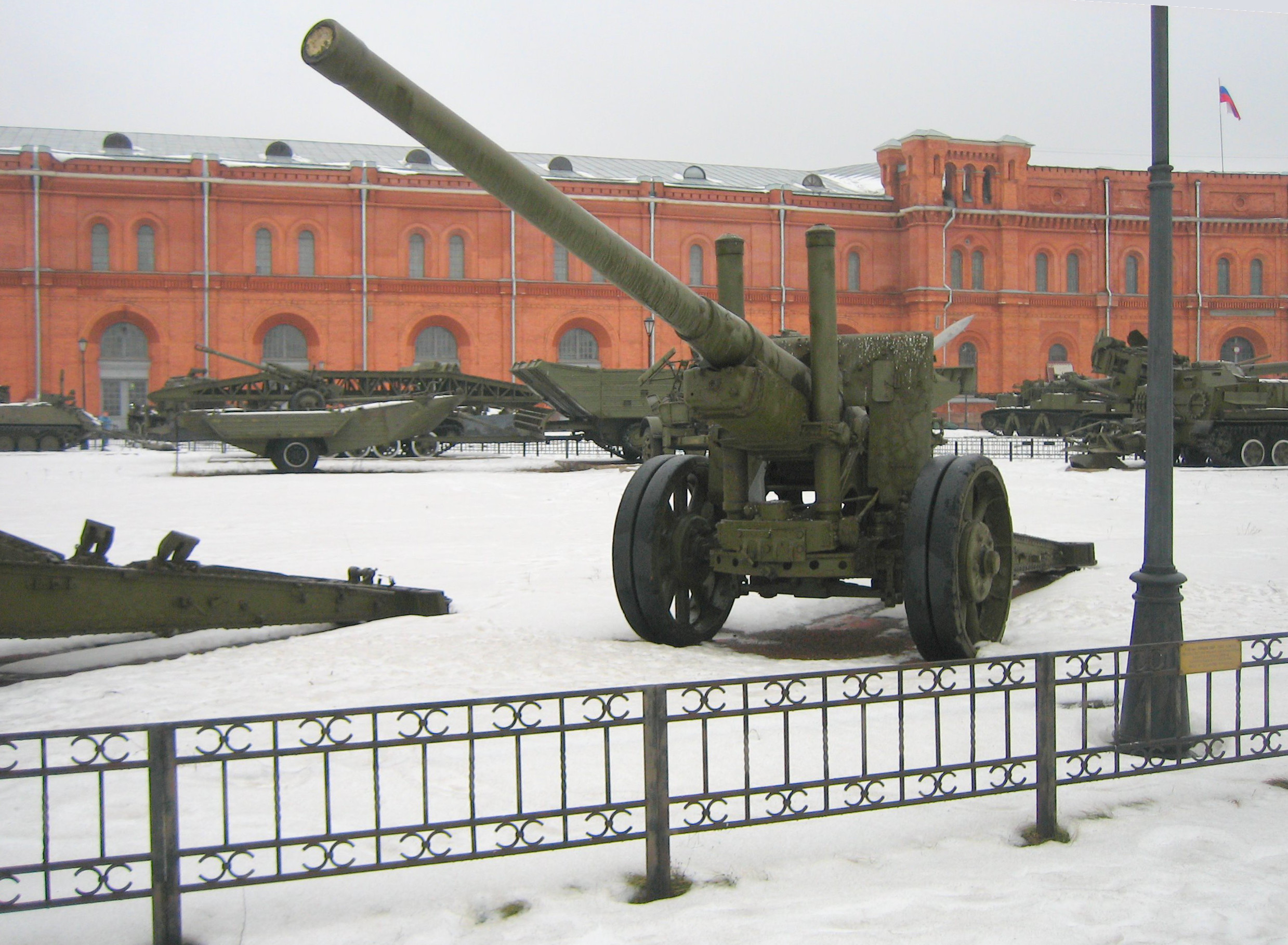
122-mm-Kanone M1931 (A-19)

Die 122-mm-Kanone M1931 (A-19) russisch (122-мм пушка обр. 1931 г. (А-19)) war eine sowjetische schwere Feldkanone mit einem Kaliber von 121,92 mm, die während des Zweiten Weltkriegs verwendet wurde. Sie wurde im Jahr 1931 konstruiert, die verantwortlichen Chefkonstrukteure waren F. F. Lender und S. P. Schukalow. Das Geschütz war die erste moderne Kanone, die in der UdSSR nach dem Bürgerkrieg entwickelt wurde. Sie hatte gute technische Daten für ihre Zeit, aber auch einige Schwachpunkte und Nachteile. Später wurde die 122-mm-Kanone M1931 (A-19) unter F. F. Petrows Leitung verbessert und als 122-mm-Kanone M1931/37 (A-19) bezeichnet. Insgesamt wurden etwa 500 Exemplare hergestellt. 122-mm-Kanone M1931 war eine Bezeichnung der Roten Armee, und A-19 war eine andere gleichwertige Bezeichnung des Entwicklers, Orudijno-Arsenalny Trest.

## Technische Daten
| 122-mm-Kanone M1931                      |                                                                                         |
| Allgemeine Eigenschaften                 |                                                                                         |
| Klassifikation                           | ursprünglich schwere Korpskanone, später schwere Armeekanone                            |
| Chefkonstrukteur                         | Franz Franzewitsch Lender                                                               |
| Bezeichnung des Entwicklers              | A-19 (russ. А-19)                                                                       |
| Entwickler                               | Orudijno-Arsenalny Trest (Geschütz- und Arsenaltrust, russ. Орудийно-арсенальный трест) |
| Hersteller                               | Sawod „Barrikady“ (russ. Завод „Баррикады“)                                             |
| Länge                                    | 8900 mm                                                                                 |
| Breite                                   | 2345 mm                                                                                 |
| Höhe                                     | 1990 mm                                                                                 |
| Gewicht in Feuerstellung                 | 7100 kg                                                                                 |
| Gewicht in Fahrstellung                  | 7800 kg                                                                                 |
| Mannschaft                               | 9 Mann (Geschützführer, zwei Richtschützen, sechs Lade- und Munitionsschützen)          |
| Baujahre                                 | 1931–1939                                                                               |
| Stückzahl                                | etwa 500 (2926 mit der 122-mm-Kanone M1931/37 (A-19))                                   |
| Rohr                                     |                                                                                         |
| Kaliber                                  | 121,92 mm                                                                               |
| Rohrlänge                                | 5650 mm (L/46,3)                                                                        |
| Rohrlänge (gezogener Lauf)               | 5485 mm (L/36)                                                                          |
| Höhe der Schusslinie                     | 1437 mm                                                                                 |
| Feuerdaten                               |                                                                                         |
| Höhenrichtbereich                        | −2° bis +45°                                                                            |
| Seitenrichtbereich                       | 56°                                                                                     |
| Höchstschussweite                        | 19.800 m                                                                                |
| Feuerrate                                | 3–4 Schuss/min                                                                          |
| Beweglichkeit                            |                                                                                         |
| Bodenfreiheit                            | 335 mm                                                                                  |
| Höchstgeschwindigkeit im Fahrzeugschlepp | 17 km/h                                                                                 |

## Sonstiges
Wie viele andere auch, wurde die M 1931 und die dazugehörige Munition während des deutschen Angriffs auf die Sowjetunion durch die Wehrmacht in großer Zahl erbeutet. Auf deutscher Seite wurde sie unter der Bezeichnung 12,2-cm-Kanone  390 (r) (r für russisch) in Dienst gestellt. Bei letztgenannter Version wurde das Rohr der M 1931 in die Lafette der M 1937 eingelegt. Insbesondere am Atlantikwall, aber auch in Divisionen an der Ostfront kam das Geschütz zum Einsatz.